# عملية الفجر 6
عملية الفجر 6 (عملية والفجر 6 [عملیات والفجر ۶] بالفارسية) كانت عملية عسكرية نفذتها قوات جمهورية إيران الإسلامية ضد القوات المسلحة العراقية لصدام حسين. استمرت من 22 إلى 24 فبراير 1984، وكانت، إلى جانب عملية الفجر 5، جزءًا من عملية استراتيجية أكبر لتأمين جزء من طريق بغداد البصرة السريع، وبالتالي قطع مدينتين من أهم مدن العراق عن بعضهما البعض، وتهديد شبكة إمداد الجيش العراقي على خط المواجهة. نجحت عملية ما قبل الفجر في الاستيلاء على بعض الأراضي المرتفعة على بعد 15 ميلاً من الطريق السريع، وصُممت عملية الفجر 6 لاستغلال استيلاء الإيرانيين على الطريق السريع باختراق. ومع ذلك، واجهت العملية دفاعًا عراقيًا صمد في وجه كل هجوم، وألغى الإيرانيون الهجوم بعد يومين فقط. أدى ذلك إلى عملية خيبر، وإعادة تركيز الهجوم الإيراني على البصرة بشكل مباشر.

## مقدمة للعملية
أثارت إخفاقات الهجمات الإيرانية الخمس واسعة النطاق عام 1983 في إلحاق هزيمة ساحقة بنظام صدام حسين البعثي غضب الكثيرين في الحكومة الإيرانية. قبل عام واحد فقط، كان الجيش العراقي قد هُزم في معظم أنحاء إيران على يد الجيش النظامي والميليشيات الدينية التابعة للجمهورية الإسلامية. وتُخُلِّيَ عن مساحات الأراضي الإيرانية التي كانت لا تزال تحت سيطرة العراق في إيران بأوامر من صدام حسين، وتراجع العراقيون إلى خط دفاعي أكثر أمانًا على طول الحدود القديمة بين البلدين. وتوقع العديد من المعلقين أن ينهار جيش صدام كما حدث في إيران.
ومع ذلك، فإن العراقيين، الذين احتلوا الآن دفاعات حدودية مهمة، ويقاتلون الآن من أجل حماية الأمة، بدلاً من الهجوم على دولة أخرى، تمكنوا من إحباط الآمال الإيرانية في تحقيق النصر في عام 1983. في الواقع، مع قيام الإيرانيين أنفسهم بالهجوم، كانت القوات الإيرانية تتساءل عن سبب قتالهم الآن في بلد آخر بينما قاموا بتطهير بلدهم من غازٍ أجنبي (لم تكن هذه المشاعر واضحة بشكل خاص في عام 1983، ولكنها أصبحت واضحة مع استنزاف الحرب في السنوات الأخيرة من الحرب). كما أن الإيرانيين، الذين اقتنعوا بأن النصر وشيك، كانوا مهملين في الطريقة التي أجروا بها عملياتهم الهجومية. لقد بُنيت انتصارات عام 1982 على تنسيق وتعاون متواضع ولكنه قوي بين الجيش النظامي الإيراني؛ والميليشيات الدينية للباسداران والبسيج. وقد دعمت هجمات الموجات البشرية، التي نفذها في الغالب المقاتلون الدينيون، الدبابات والمدفعية والطائرات التي كانت قادرة على تحقيق النصر. دُمِجَ إيلان مع الدعم اللازم.
ومع ذلك، في عام 1983، هُمِّشَ الجيش النظامي، وأصبحت الميليشيات الدينية الآن الدعامة الأساسية للجيش الإيراني. وكان ذلك لأن الحكومة الدينية في إيران كانت تنظر دائمًا إلى الجيش كمصدر محتمل للمعارضة ضد النظام، وهو نظام لم يؤَسَّس إلا في عام 1979، والذي لا يزال لديه الكثير من الأعداء. وهذا يعني أنه في مواجهة دفاع عراقي هائل، والذي كان ينبغي أن يتطلب المزيد من التعاون بين الجيش والميليشيات، فإن الهجوم يتكون فقط من هجمات موجات بشرية من نوع الحرب العالمية الأولى؛ مع دعم ضئيل بالمدفعية والدبابات والجوي. في غضون ذلك، بدأ العراق حرب المدن الأولى، بإطلاق الصواريخ على المدن الإيرانية. رد الإيرانيون بالمثل، مما أدى إلى الضغط لشن هجوم إيراني في أقرب وقت ممكن في عام 1984.

## القتال
نجحت عملية "قبل الفجر" في تأمين مرتفعات تبعد 15 ميلاً عن الطريق السريع بين البصرة وبغداد. استمر الهجوم من 15 إلى 22 فبراير، وشُنّت عملية الفجر السادسة في الثاني والعشرين منه.
إلا أن العملية، التي كانت تهدف إلى تحقيق اختراق، تعثرت بسبب تفوق الدفاع العراقي. نجح الإيرانيون في الاستيلاء على خطوط دفاع عراقية فردية، لكنهم كانوا منهكين ماديًا وجسديًا للغاية بحيث لم يتمكنوا من التقدم قبل أن يتمكن العراقيون من دعم خط الدفاع التالي. في النهاية، بحلول الرابع والعشرين من الشهر، لم يتمكن الإيرانيون من التقدم أكثر نحو الطريق السريع، وكانوا لا يزالون على بُعد عشرة أميال منه. أُلغيت العملية في الرابع والعشرين.

## عواقب
كان فشل الهجوم متوقعًا حتى قبل بدء الهجوم. كانت الدفاعات العراقية في المنطقة شديدة التحصين. ومع ذلك، نجح الهجوم في إبعاد رجال الجيش العراقي من قطاعات أخرى، بما في ذلك المنطقة التي تدافع عن البصرة، أهم مكسب لإيران. في الرابع عشر من الشهر، نجحت عملية خيبر في الاستيلاء على جزيرة مجنون، على بُعد 40 ميلًا من البصرة. أُحتُوِيَ الهجوم من خلال هجوم مضاد عراقي استخدمت فيه احتياطيات عراقية، بالتزامن مع استخدام الأسلحة الكيميائية (غاز الخردل وغاز السارين).
استراتيجيًا، مكّن الهجوم الإيرانيين من الوصول إلى أهدافهم الرئيسية، لكن العراقيين حافظوا دائمًا على تفوقهم في مواجهة الهجمات الإيرانية الضعيفة. في النهاية، خسر الإيرانيون آلافًا، ولم ينجحوا إلا في الاستيلاء على أراضٍ قليلة القيمة نسبيًا (باستثناء جزيرة مجنون). في النهاية، فشلت إيران في احتلال الأراضي العراقية بشكل دائم أو هزيمة الجيش العراقي، وسرعان ما أدرك الإيرانيون أن النصر بعيد المنال. قبل الخميني الهدنة.